# Schönecker Burg

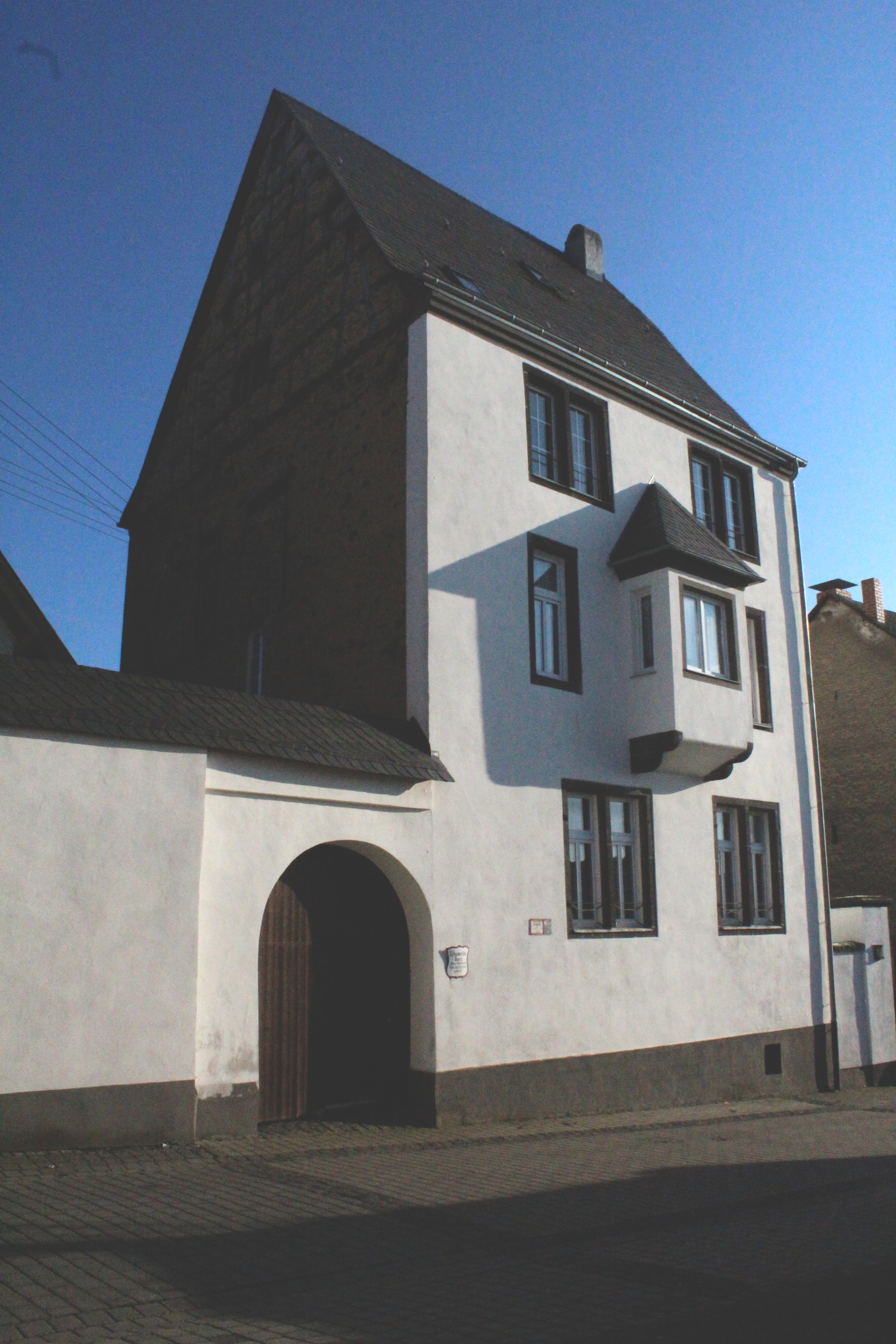
Schönecker Burg in Münstermaifeld

Die Schönecker Burg, auch Schönecker Turm bzw. Eltzer Hof, ist ein spätmittelalterlicher Wohnturm in der Stadt Münstermaifeld in Rheinland-Pfalz. Es handelt sich dabei um ein dreigeschossiges Gebäude mit einfachem Renaissance-Erker im zweiten Geschoss. Ein Satteldach bildet den oberen Abschluss.

## Geschichte
Die genauen Besitzgeschichte des noch erhaltenen, spätmittelalterlichen Wohnturms ist bislang noch nicht untersucht worden. Jedoch kommt als erster Besitzer die kurtrierische Ministerialenfamilie von Schöneck in Frage, die der Burg ihren Namen gaben. In späterer Zeit erlangten die Herren von Eltz, um 1654 die Herren von Ufflingen Besitz.
Im 16. Jahrhundert erhielt das Gebäude einen Renaissance-Erker zur Straßenseite hin.